# Cirratulus miniatus
Cirratulus miniatus är en ringmaskart som beskrevs av Schmarda 1861. Cirratulus miniatus ingår i släktet Cirratulus och familjen Cirratulidae. Inga underarter finns listade i Catalogue of Life.